# Ковентри (аэропорт)
Аэропорт Ковентри (англ. Coventry Airport) (ИАТА: CVT, ИКАО: EGBE) расположен в 8 км к югу от городского центра Ковентри, в деревне Багинтон, Уорикшир, Англия, и в 1 км от черты города Ковентри. Аэропорт Ковентри — главный хаб Thomsonfly. Аэропорт принадлежит CAFCO-C, в июне 2007 был получен отказ от правительства Великобритании на строительство постоянного терминала и инфраструктуры.
Аэродром Ковентри имеет Обычную Лицензию (номер P834), которая позволяет пассажироперевозки и обучение полётом лицом, имеющим патент (West Midlands International Airport Limited).

## История
В 1933 Городской Совет Ковентри принял решение о создании и развитии гражданского аэропорта на земле, к юго-востоку от города в Бэгинтоне. Аэропорт Ковентри был открыт в 1936. Armstrong Whitworth, завод которой находился неподалёку, на аэродроме Уайтли, построила вскоре завод и на территории аэропорта.
Во время Второй мировой войны аэропорт использовался как авиабаза истребителей Королевских ВВС, RAF Baginton, в 1940 большой ущерб был нанесён бомбардировкой Luftwaffe.
После войны аэропорт был возвращен к гражданским властям и стал использоваться для пассажирских и грузовых перевозок. В 1950-х Jersey Airlines на De Havilland Heron и Douglas Dakota осуществляли рейсы на Нормандские острова. В 1960-х British United Airways на Dakota, Carvair (которые перевозили также автомобили) и Handley Page Herald также осуществляли рейсы на Нормандские острова.

### Аренда
В конце 1980-х, Городской Совет Ковентри продал нрава на аренду аэропорта Air Atlantique.
В феврале 2004 арендатором стала TUI AG, которая начал регулярные рейсы из аэропорта в марте 2004 под брендом Thomsonfly. Отношение к развитию маршрутной сети было неоднозначным, так как использовались временные сооружения для обслуживания пассажиров, которые были построены без соответствующих разрешений. Окружной муниципальный совет Уорика проиграл судебное разбирательство, которым он попытался получать судебный запрет на работу Thomsonfly. В результате Thomsonfly продолжила свою работу.

### Визит Папы
Иоанн Павел II посетил аэропорт 30 мая 1982 во время шестидневного визита в Великобританию. Он прибыл на вертолёте, после 10.00 он отправился в город, где его встречало а улицах около 350 000 человек. Он дал причастие, во время завтра проходили народные гуляния. Папа покинул Ковентри на вертолёте в 15.15.

## Планы развития
Второй Общественный Местный Запрос, который должен был определить общественное отношение к планированию большого современного терминала площадью 10 000 м² пропускной способностью 2 млн пассажиров в год, был завершён в июле 2006. Результатом запроса было отклонение плана, о чём было объявлено 15 июня 2007. Аэропорт ковентри находится всего в 21 км от Международного аэропорта Бирмингема.

## Авиакомпании

### Регулярные рейсы
- Thomsonfly
- Wizz Air

## Галерея

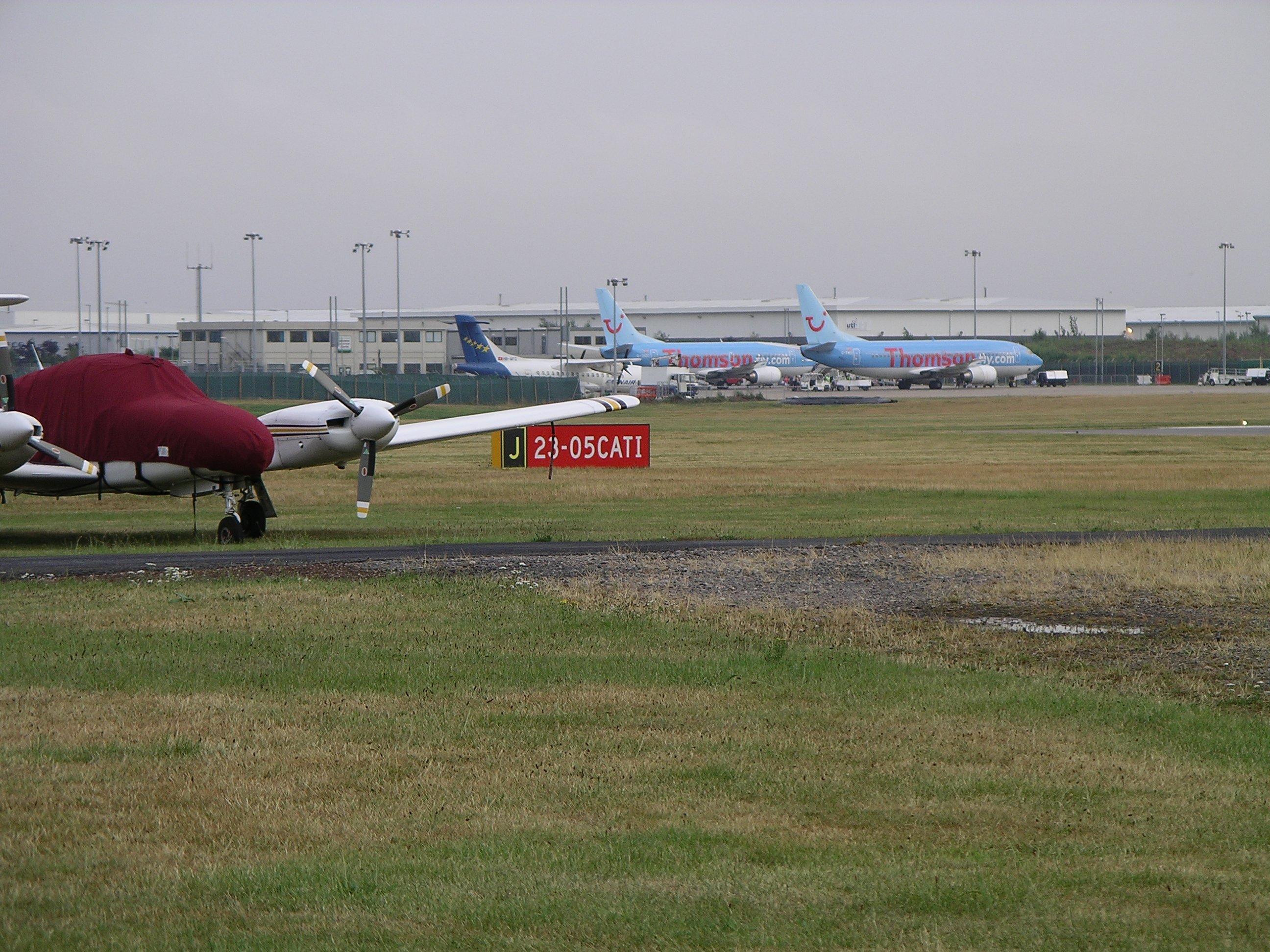
Самолёты на аэродроме
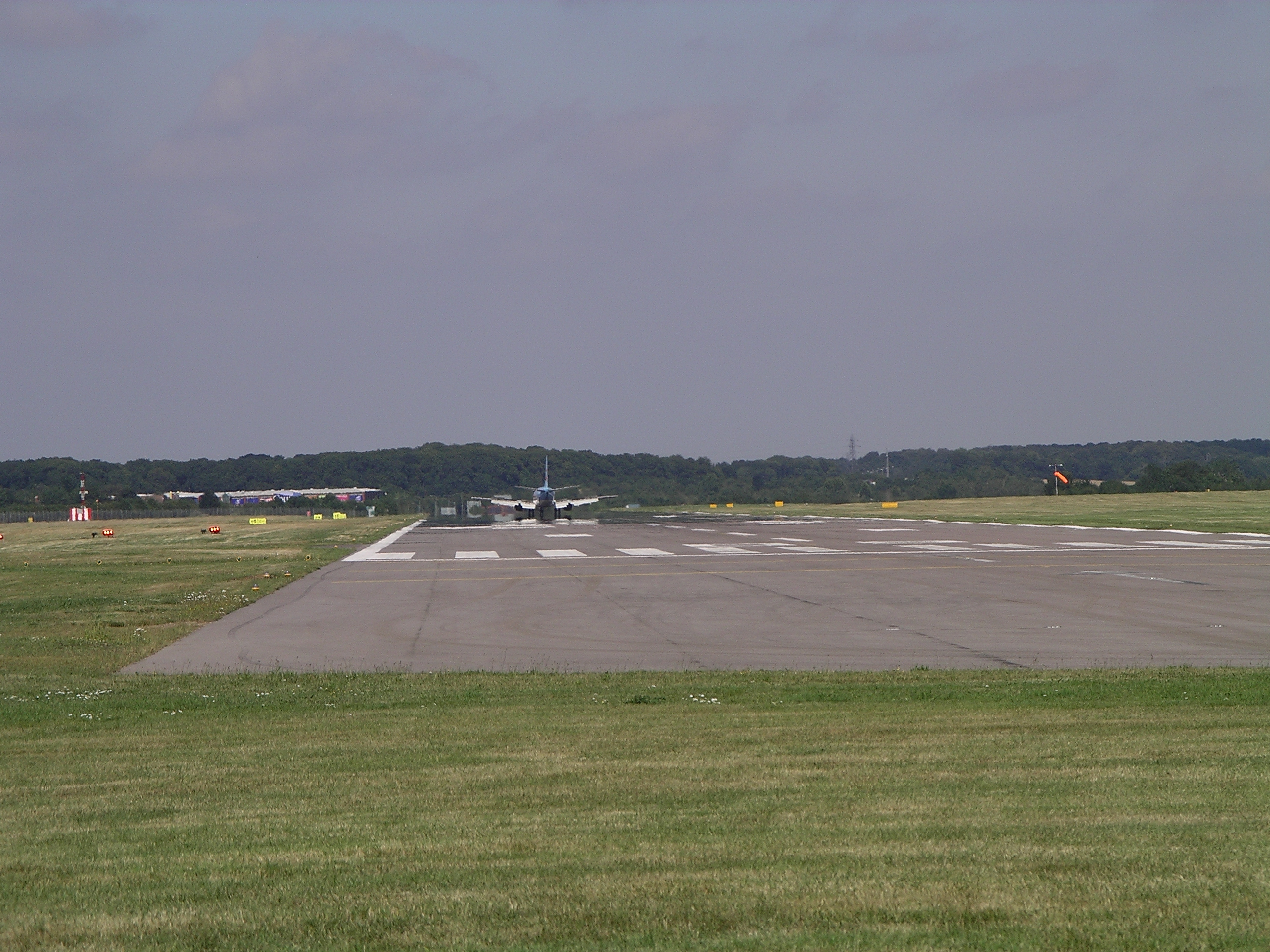
Приземление Boeing 737 Thomsonfly
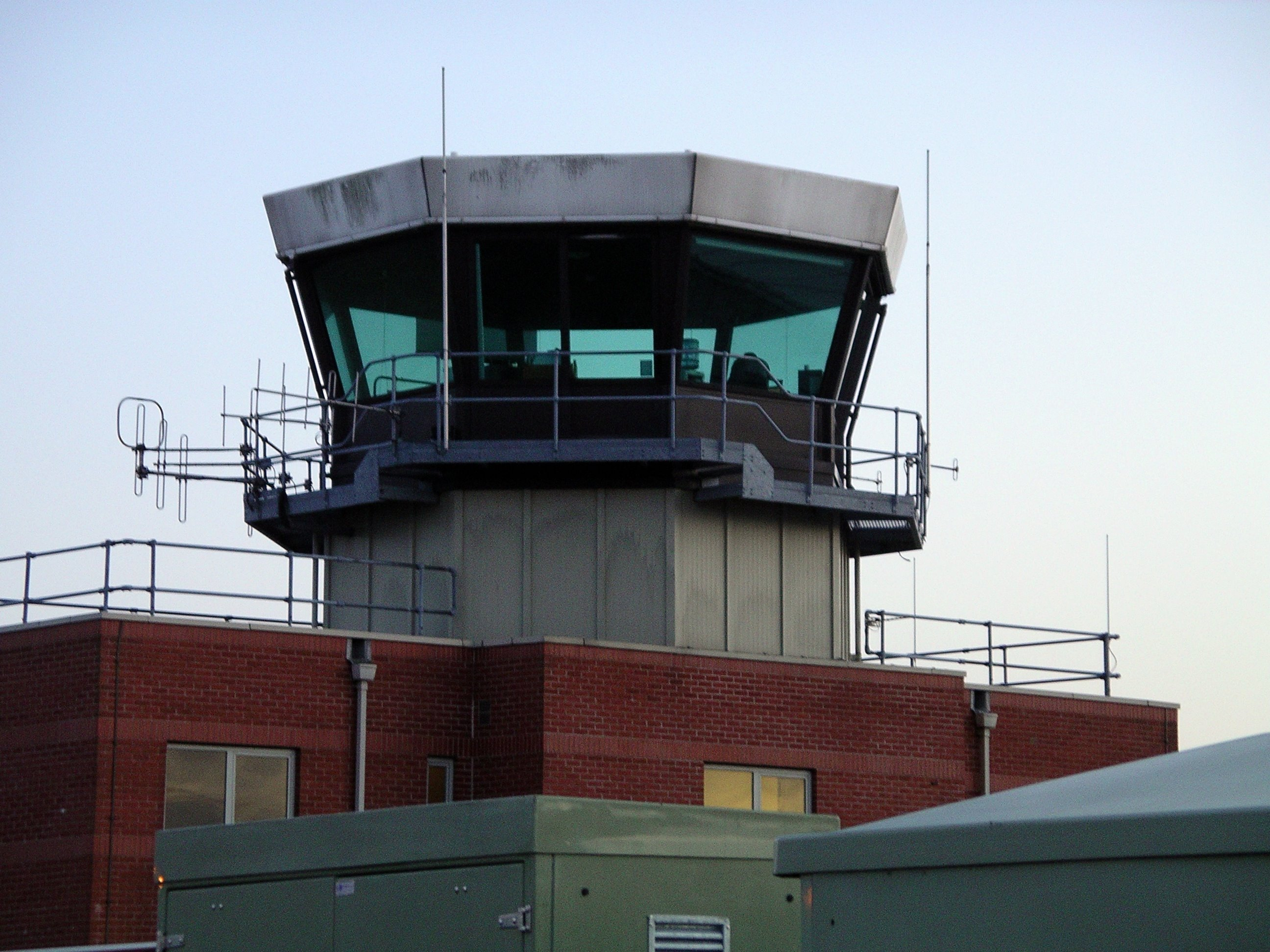
Башня управления движением
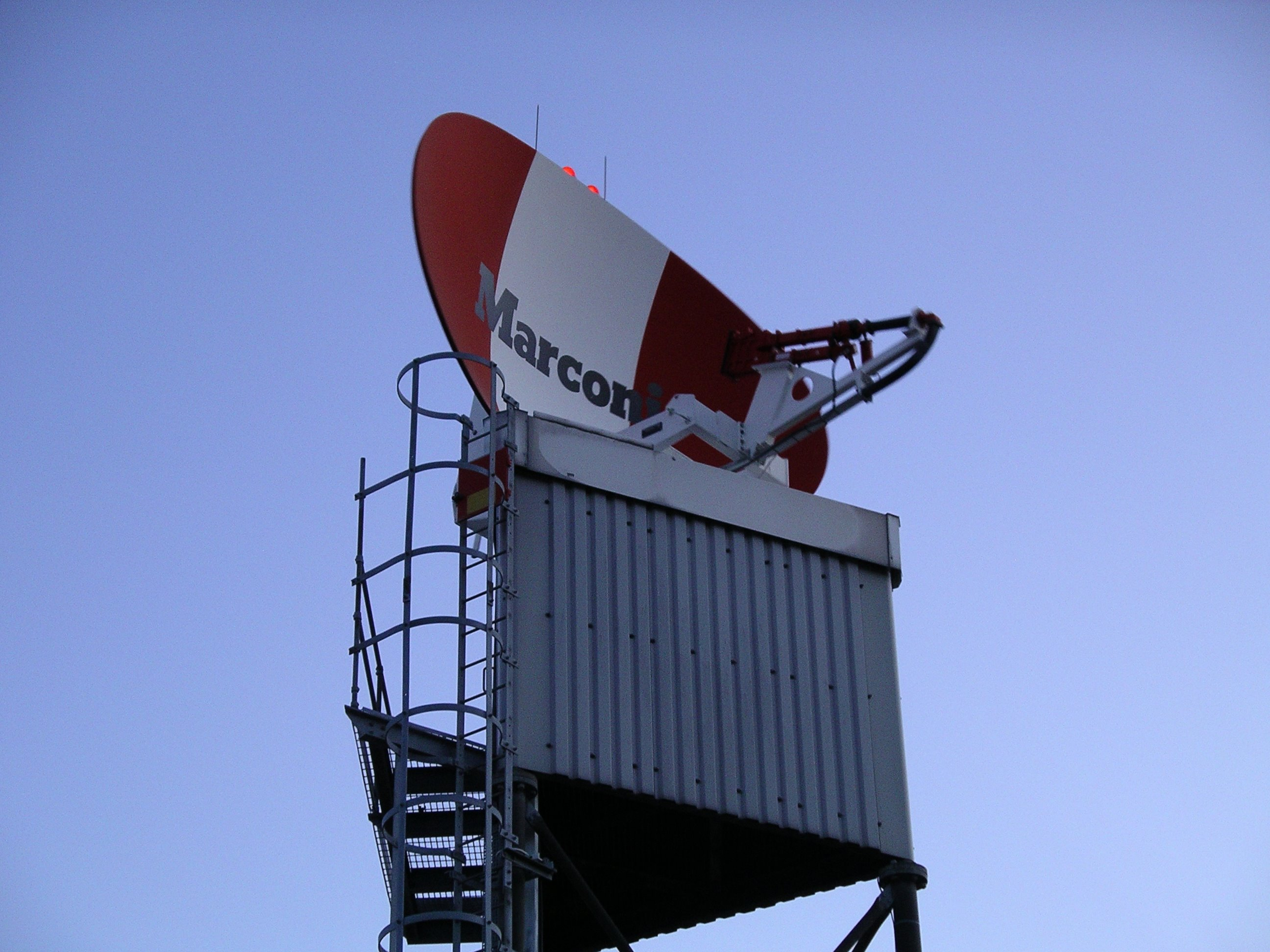
Радар

## Внешние ссылки
- Официальный сайт Архивная копия от 30 мая 2008 на Wayback Machine